# Entwisleia bella
Entwisleia, monotipski rod crvenih algi smješten u vlastitu porodicu, red i razred. Entwisleia bella, jedina je vrsta koja živi uz obale Tasmanije.